# Kazimierz Czyżewski (chirurg)
Kazimierz Czyżewski (ur. 3 listopada 1898 we Lwowie, zm. 17 marca 1978 we Wrocławiu) – polski chirurg, profesor Akademii Medycznej we Wrocławiu.
W 1924 ukończył studia na Wydziale Lekarskim Uniwersytetu Jana Kazimierza we Lwowie, gdzie pod kierunkiem Tadeusza Ostrowskiego obronił dyplom doktora wszech nauk lekarskich. Pracował m.in. jako ordynator i dyrektor Szpitala Powszechnego w Drohobyczu; w czasie II wojny światowej był ordynatorem w Szpitalu Miejskim we Lwowie. Po wojnie osiadł we Wrocławiu, gdzie na Uniwersytecie habilitował się w 1946 i zorganizował I Katedrę Chirurgii; kierował tą Katedrą (w 1950 przeniesioną na Akademię Medyczną) do przejścia na emeryturę w 1969. Wykładał także na Akademii Wychowania Fizycznego we Wrocławiu.
Działał w Polskim Towarzystwie Lekarskim (wieloletni prezes Wrocławskiego Oddziału), Towarzystwie Chirurgów Polskich, był również członkiem towarzystw międzynarodowych, m.in. Société Internationale de Chirurgie, International College of Surgeons, The World Medical Association, Société de Chirurgie de Lyon, International College of Angiology.